# Gilbert Temmerman
Pour les articles homonymes, voir Temmerman.
Gilbert César Temmerman, né à Ledeberg (Gand), le 25 février 1928 et mort le 19 janvier 2012) est un homme politique belge flamand du Parti socialiste flamand.
À l'origine, il fut employé communal à Ledeberg et il travailla au journal Vooruit.
Il est nommé ministre d'État le 26 mai 1992.

## Carrière politique
- 1958-1994 conseiller communal
- 1971-1976 échevin à Gand
- 1989-1994 bourgmestre de Gand
- 1971-1989 député fédéral dans l'arrondissement Gand-Eeklo